# Linux-libre
(Manifesto)
Linux-libre è un progetto della Free Software Foundation Latin America (FSFLA) che consiste nel fornire una versione del kernel Linux completamente libera.
Il progetto ha infatti evidenziato almeno un migliaio di file che non sono software libero sebbene siano parte del kernel Linux di Linus Torvalds. Fra di essi, ad esempio, vi sono diversi firmware sotto forma di blob binari, software dal codice sorgente oscurato o file protetti da licenze non libere.

## Rimozione dei firmware proprietari

### Strumenti analizzati
Lo strumento per eliminare molte parti non libere è uno script chiamato deblob. Questo strumento è stato creato dalla distribuzione GNU/Linux completamente libera gNewSense e, più tardi, personalizzato da BLAG. Esso agisce eliminando il codice sorgente proprietario prima della compilazione del kernel. Viene poi accompagnato da un altro script, deblob-check, il cui compito è quello di controllare se il source code del kernel contenga ancora software proprietari.

### Benefici
Eliminare ogni firmware proprietario che non può essere studiato e modificato dall'utente adempie allo scopo primario di dare vita ad un sistema costituito solo da software libero, con vantaggi e svantaggi.
C'è sicuramente un aumento di sicurezza e stabilità del sistema dal momento che il firmware può essere corretto e migliorato dai manutentori e dalla community, il cui principale apporto è quello della segnalazione dei problemi medesimi.

### Svantaggi
Lo svantaggio risiede nella perdita di funzionalità di hardware che non possono funzionare senza precisi firmware proprietari, essendo incompatibili col software libero: tra questi, schede di rete (soprattutto wireless), schede audio o video.

## Utilizzo nelle distribuzioni GNU/Linux

### Distribuzioni che adottano il kernel Linux-libre di default
- Dragora GNU/Linux-Libre
- dyne:bolic
- GNU Guix System[8]
- Hyperbola GNU/Linux-libre
- Parabola GNU/Linux-libre
- Trisquel GNU/Linux
- Ututo

### Distribuzioni considerate di piccole dimensioni
- libreCMC
- ProteanOS [9]

### Storica
- Musix GNU+Linux

### Distribuzioni che propongono Linux-libre quale kernel alternativo
Distribuzioni in cui Linux è il kernel predefinito e che propongono Linux-libre come kernel alternativo:
- Arch Linux [10]
- Fedora[11]
- Gentoo Linux[12][13]
- Mandriva-derived (PCLinuxOS, Mageia, OpenMandrivaLx, ROSA Fresh)
- openSUSE Tumbleweed (via OpenBuildService)
- Slackware[14][15]
- NixOS[16]